# Le Rire de ma mère
Pour plus de détails, voir Fiche technique et Distribution.
Le Rire de ma mère est une comédie dramatique franco-belge réalisée par Colombe Savignac et Pascal Ralite et sortie en 2018.

## Fiche technique
Sauf indication contraire, les informations mentionnées dans cette section peuvent être confirmées par les bases de données cinématographiques IMDb et Allociné,  présentes dans la section « Liens externes ».
- Titre : Le Rire de ma mère
- Réalisation : Colombe Savignac et Pascal Ralite
- Scénario : Colombe Savignac et Pascal Ralite
- Photographie : Myriam Vinocour
- Montage : Vanessa Basté
- Costumes : Isabelle Mathieu
- Décors : Hérald Najar
- Musique : Maxime Beaudet
- Producteur : Marie-Castille Mention-Schaar
  - Coproducteur : Nadia Khamlichi, Gilles Waterkeyn et Adrian Politowski
- Production : Loma Nasha Films
  - SOFICA  : Cofimage 28
- Distribution : La Belle Company, K-Films Amérique (Canada)
- Pays d'origine : 90%  France et 10%  Belgique[1]
- Langue originale : français
- Genre : comédie dramatique
- Durée : 92 minutes
- Dates de sortie :
  - France : 17 janvier 2018 (sortie nationale) ; 24 août 2017 (festival du film francophone d'Angoulême)
  - Belgique : 28 mars 2018[2],[1]
  - Québec : 17 août 2018[3],[1]

## Distribution
- Suzanne Clément : Marie
- Pascal Demolon : Romain
- Sabrina Seyvecou : Gabrielle
- Igor Van Dessel : Adrien
- Salomé Larouquie : Elsa
- Corrado Invernizzi : le psychanalyste
- Mathis Bour : Mathis
- Chloé Barkoff-Gaillard : l'élève de l'atelier théâtre
- Grégoire Colin : l'ORL